# Partecipanti al Tour de France 1939
Qui di seguito viene riportato l'elenco dei partecipanti al Tour de France 1939.

## Corridori per squadra
Nota: R ritirato, NP non partito, FT fuori tempo massimo
| Belgio A    | Belgio A            | Belgio A    | Francia                | Francia                | Francia                | Sud-Ovest France | Sud-Ovest France  | Sud-Ovest France |
| ----------- | ------------------- | ----------- | ---------------------- | ---------------------- | ---------------------- | ---------------- | ----------------- | ---------------- |
| 1           | Sylvère Maes        | 1º          | 33                     | Auguste Mallet         | 13º                    | 65               | Paul Maye         | R 8ª             |
| 2           | Félicien Vervaecke  | R 9ª        | 34                     | Georges Naisse         | 19º                    | 66               | Jean Fréchaut     | R 15ª            |
| 3           | Edward Vissers      | 5º          | 35                     | Lucien Le Guevel       | 35º                    | 67               | Gérard Virol      | R 4ª             |
| 4           | Marcel Kint         | 34º         | 36                     | Victor Cosson          | 25º                    | 68               | Edmond Pagès      | 23º              |
| 5           | Lucien Storme       | R 9ª        | 37                     | Sylvain Marcaillou     | 6º                     | 69               | André Bramard     | NP 1ª            |
| 6           | Albert Hendrickx    | 26º         | 38                     | Pierre Jaminet         | R 18ª                  | 70               | Joffre Daran      | R 4ª             |
| 7           | François Neuville   | 27º         | 39                     | Dante Gianello         | 11º                    | 71               | François Garcia   | R 4ª             |
| 8           | Romain Maes         | R 8ª        | 40                     | Raymond Louviot        | 29º                    | 72               | Raymond Passat    | 12º              |
| Svizzera    | Svizzera            | Svizzera    | Belgio B               | Belgio B               | Belgio B               | Sud Est France   | Sud Est France    | Sud Est France   |
| 9           | Karl Litschi        | R 9ª        | 41                     | Albertin Disseaux      | 7º                     | 73               | Oreste Bernardoni | 24º              |
| 10          | Werner Jaisli       | R 5ª        | 42                     | Jules Lowie            | R 8ª                   | 74               | René Vietto       | 2º               |
| 11          | Josef Wagner        | 30º         | 43                     | Lucien Vlaemynck       | 3º                     | 75               | Charles Berty     | 33º              |
| 12          | Walter Gross        | R 5ª        | 44                     | Albert Ritserveldt     | 9º                     | 76               | Joseph Soffietti  | 48º              |
| 13          | Theo Perret         | 41º         | 45                     | Éloi Meulenberg        | R 9ª                   | 77               | Gabriel Bouffier  | R 4ª             |
| 14          | Karl Wyss           | R 7ª        | 46                     | Cyriel Vanoverberghe   | 10º                    | 78               | Trino Yelamos     | 36º              |
| 15          | Ettore Maestranzi   | R 6ª        | 47                     | Albert Perikel         | 21º                    | 79               | Fabien Galateau   | 22º              |
| 16          | René Pedroli        | 44º         | 48                     | Edmond Delathouwer     | R 9ª                   | 80               | Joseph Aureille   | 37º              |
| Lussemburgo | Lussemburgo         | Lussemburgo | Nord Est-Île-de-France | Nord Est-Île-de-France | Nord Est-Île-de-France |                  |                   |                  |
| 17          | Jean Majerus        | R 6ª        | 49                     | Maurice Archambaud     | 14º                    |                  |                   |                  |
| 18          | Pierre Clemens      | 20º         | 50                     | Fernand Mithouard      | R 5ª                   |                  |                   |                  |
| 19          | Mathias Clemens     | 4º          | 51                     | Louis Thiétard         | 17º                    |                  |                   |                  |
| 20          | François Neuens     | 42º         | 52                     | Pierre Gallien         | 16º                    |                  |                   |                  |
| 21          | Arsène Mersch       | R 8ª        | 53                     | Gabriel Dubois         | R 3ª                   |                  |                   |                  |
| 22          | Grégoire Leisen     | R 2ª        | 54                     | Amédée Fournier        | 47º                    |                  |                   |                  |
| 23          | Christophe Didier   | 18º         | 55                     | Roger Bailleux         | R 11ª                  |                  |                   |                  |
| 24          | Lucien Bidinger     | R 5ª        | 56                     | Victor Codron          | 40º                    |                  |                   |                  |
| Paesi Bassi | Paesi Bassi         | Paesi Bassi | Ovest France           | Ovest France           | Ovest France           |                  |                   |                  |
| 25          | Albert van Schendel | 15º         | 57                     | René Le Grevès         | 45º                    |                  |                   |                  |
| 26          | Antoon van Schendel | 38º         | 58                     | Pierre Cloarec         | 31º                    |                  |                   |                  |
| 27          | Janus Hellemons     | 46º         | 59                     | Christophe Taeron      | R 6ª                   |                  |                   |                  |
| 28          | Jan Lambrichs       | 8º          | 60                     | Jean Fontenay          | 43º                    |                  |                   |                  |
| 29          | Jozef Dominicus     | 39º         | 61                     | Armand Le Moal         | 49º                    |                  |                   |                  |
| 30          | Jan Gommers         | R 6ª        | 62                     | Yvan Marie             | R 9ª                   |                  |                   |                  |
| 31          | André de Korver     | 28º         | 63                     | Albert Goutal          | R 9ª                   |                  |                   |                  |
| 32          | Hubert Sijen        | R 9ª        | 64                     | Eloi Tassin            | 32º                    |                  |                   |                  |